# Radiobiologia
La radiobiologia és la ciència que estudia els fenòmens que es produeixen en els éssers vius després de l'absorció d'energia procedent de les radiacions ionizants.